# FENCE OF DEFENSE 20th Anniversary RE-PRODUCT 1987-1992
『FENCE OF DEFENSE 20th Anniversary RE-PRODUCT 1987-1992』（フェンス・オブ・ディフェンス トゥウェンティエス リプロダクト ナインティーン・エイティ・セブン・ナインティーン・ナインティ・ツー）は2007年6月21日にリリースされたFENCE OF DEFENSEのリプロダクション(リミックス)・アルバム。

## 解説
FENCE OF DEFENSEがデビュー20周年を迎えるのを記念して、彼らがこれまで発表してきた楽曲の中から選曲した14曲をリプロダクションして新たに制作、アルバム1枚に7曲ずつ収録し、DUSTRAX RECORDSレーベルからリリースした。本項では『1987-1992』について記述する。
収録対象は『FENCE OF DEFENSE』から『FENCE OF DEFENSE VII RIDE』までのオリジナルアルバム7作の中となっており、『SPEED OF LOVE』以降の楽曲は本作と同日発売の『FENCE OF DEFENSE 20th Anniversary RE-PRODUCT 1993-2006』に収録されている。
パッケージはスリーブケースにCD入りのプラスチックケースが入っているのみの仕様となっており、歌詞などが記載されたブックレットは入っていない。

## 収録曲
| 全作曲: 西村麻聡。 |                                                         |                    |            |                      |      |
| #                  | タイトル                                                | 作詞               | 作曲・編曲 | 編曲                 | 時間 |
| 1.                 | 「DEEP BLUE EYES "2007" version」                       | K.INOJO            | 西村麻聡   | 福田貴訓 (camino)    | 4:10 |
| 2.                 | 「STRANGER OVER SPLENDER "ポップなエンジェル" version」 | 柳川英巳           | 西村麻聡   | Ryoju (North Garden) | 4:34 |
| 3.                 | 「AGAIN "latinpop" version」                            | FENCE OF DEFENSE   | 西村麻聡   | 中谷泰啓             | 4:23 |
| 4.                 | 「LITTLE BIRD "sistina" version」                       | 柳川英己、西村麻聡 | 西村麻聡   | AirBeluga            | 3:46 |
| 5.                 | 「OUR LOVE "luvtech" version」                          | 柳川英己、西村麻聡 | 西村麻聡   | 西村麻聡             | 4:17 |
| 6.                 | 「DEEP KISS "make over" version」                       | 西村麻聡           | 西村麻聡   | A-bee                | 4:14 |
| 7.                 | 「COME ON "J.B" version」                               | 尾上文             | 西村麻聡   | 西村麻聡             | 4:16 |
| 合計時間:          | 合計時間:                                               | 合計時間:          | 合計時間:  | 29:40                |      |